# 김명련
김명련(金鳴璉, 1889년 ~ ?)은 대한제국과 일제강점기의 교육인 출신 관료이다.

## 생애
출신지는 황해도 장연군이다. 경성부에 유학하여 경성고등보통학교에 부설된 임시교원양성소를 1913년에 졸업하였다.
학교 졸업 직후 고향인 장연의 장연공립보통학교 훈도로 임명되어 교육계에 투신하였다. 1918년에는 백령도와 가까운 태탄군의 태탄공립보통학교로 전근했다. 이후 송화군 등 현재의 황해남도 서부 지역을 돌며 교사로 일했다.
1923년에는 능력을 인정받아 시학관으로 발탁되어 황해도 학무과에 발령받았다. 교육행정 관리로 7년가량 일한 뒤 1930년에는 조선총독부 군수로 승진하여 은률군 군수가 되었다. 이후 서흥군과 평산군에서 군수로 근무했다.
군수로 재직 중이던 1935년에 총독부가 편찬한 《조선공로자명감》에 조선인 공로자 353명 중 한 명으로 수록되어 있다. 이 책자에는 김명련의 직업이 교육인으로 표기되어 있다. 일본 정부로부터 서보장을 수여받은 바 있다.
2008년 공개된 민족문제연구소의 친일인명사전 수록예정자 명단의 관료 부문에 포함되었다.

## 참고자료
- 김명련(金鳴璉) - 국사편찬위원회